# Myxobolus longi
Myxobolus longi is een microscopische parasiet uit de familie Myxobolidae. Myxobolus longi werd in 2005 beschreven door Eiras, Molnar & Lu. 